# Az-Zawija (Bajsan)
Az-Zawija (arab. الزاوية) – nieistniejąca już arabska wieś, która była położona w Dystrykcie Bajsan w Mandacie Palestyny. Wieś została wyludniona i zniszczona podczas I wojny izraelsko-arabskiej, po ataku sił żydowskiej Hagany w dniu 15 maja 1948 roku.

## Położenie
Az-Zawija leżała w północnej części Doliny Bet Sze’an. Wieś była położona w depresji rzeki Jordan na wysokości -190 metrów p.p.m., w odległości 11 kilometrów na północ od miasta Beisan.

## Historia
W okresie panowania Brytyjczyków Az-Zawija była niewielką wsią, której mieszkańcy utrzymywali się z upraw zbóż. Przyjęta 29 listopada 1947 roku Rezolucja Zgromadzenia Ogólnego ONZ nr 181 przyznała te tereny państwu żydowskiemu. Dzień po proklamacji niepodległości Izraela państwa arabskie rozpoczęły inwazję, wszczynając w ten sposób I wojnę izraelsko-arabską. Dolinę Bet Sze’an usiłowały zająć wojska irackie, które wdały się w bitwę o Geszer (15-17 maja 1948). Wieś Az-Zawija znajdowała się na południe od kibucu Geszer, u wejścia od północy do Doliny Bet Sze’an. Obawiając się możliwości wykorzystania wioski przez siły arabskie, podjęto decyzję o jej zniszczeniu. W dniu 15 maja 1948 roku żydowscy żołnierze (Brygada Golani) zajęli wieś Az-Zawija. Wszyscy jej mieszkańcy zostali wysiedleni (uciekli do Transjordanii), a następnie około 18 maja wyburzono wszystkie domy.

## Miejsce obecnie
Teren wioski Az-Zawija pozostaje opuszczony, jednak jej pola uprawne zajął sąsiedni kibuc Newe Ur. Palestyński historyk Walid Chalidi, tak opisał pozostałości wioski Az-Zawija: „Cały teren został zamieniony w pastwisko, na którym rosną kaktusy”.